# Frau Eva
Frau Eva è un film muto del 1916 diretto da Artur Berger e Robert Wiene.

## Produzione
Il film fu prodotto da Oskar Messter per la Messter Film GmbH (Berlino).

## Distribuzione
In Germania, ebbe il visto di censura BZ.38901 rilasciato nel febbraio 1916. Proibito ai minori, fu proiettato in prima alla Mozartsaal di Berlino nello stesso mese.